# El legado del genio griego
El legado del genio griego (La deixa del geni grec) es un poema épico de Miguel Costa y Llobera, que relata las aventuras, hace milenios, de unos navegantes griegos y su encuentro con la sibila Nuredduna en una Mallorca talayótica. 
El poema fue escrito en catalán entre 1900 y 1901 en Pollensa por el poeta Miquel Costa i Llobera, inspirado en las lecturas de Leconte de Lisle, André Chénier y Homero (especialmente, la Odisea).En 1902, el poema recibió un premio en los Juegos Florales de Barcelona.

## Argumento

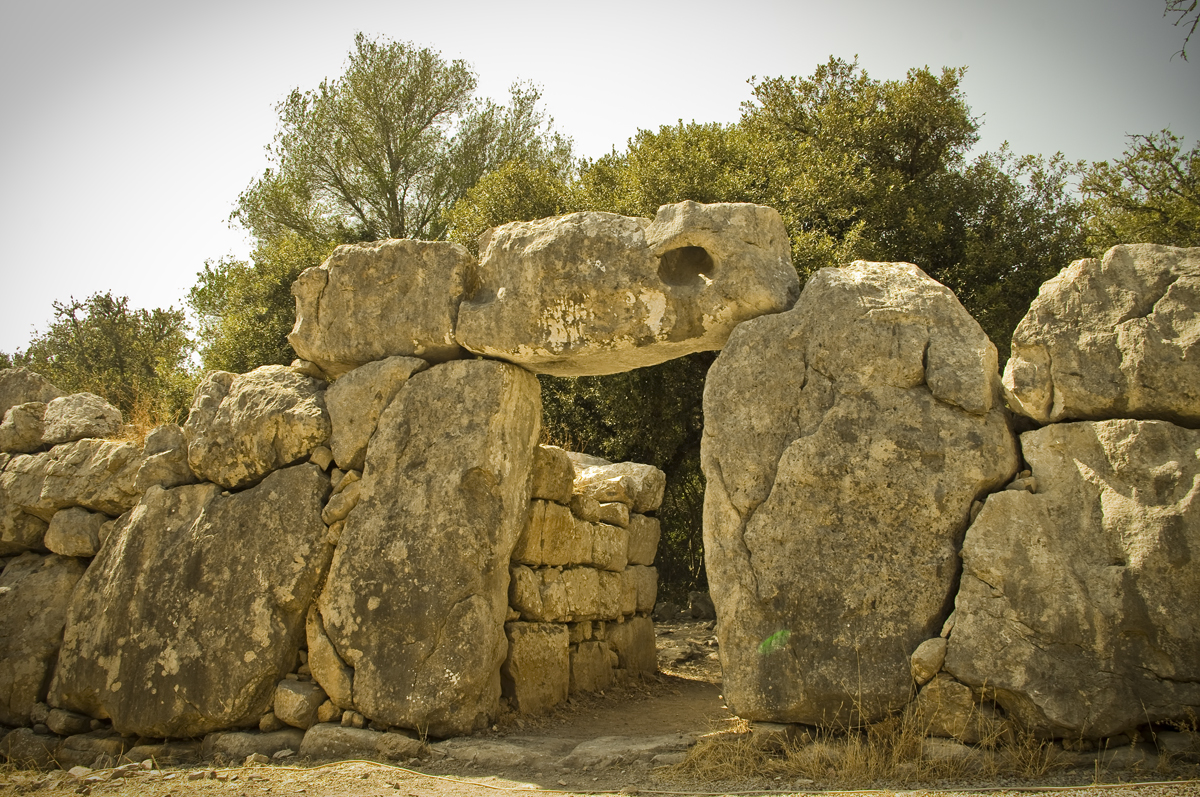
Talayot de Ses Païsses, (Mallorca).

En este largo poema liriconarrativo se narran las desventuras de una decena de navegantes griegos, desembarcados hace milenios en Mallorca, en Bocchoris (cerca del Puerto de Pollensa). Con ellos viaja un joven rapsoda, Melesigeno, alter ego del poeta Homero.
El poema cuenta cómo los griegos son hechos prisioneros por una tribu de foners baleares nativos de la isla. A punto de ser sacrificados en los talayots, cerca de las cuevas de Artá, la sacerdotisa balear Nuredduna, fascinada por el canto del joven rapsoda Melesigeno, intenta salvarlo de la muerte. Así, mientras tiene lugar el sacrificio en los altares del talayot, Melesigeno es encerrado en las cuevas y liberado de una muerte segura. Más tarde, logra escapar de la vigilancia de la tribu. Sin embargo, en la huida, Melesigeno olvida y deja en la cueva su lira de rapsoda.
Esta lira simboliza la herencia del genio griego, un clasicismo que fecundará la cultura popular y dará lugar a la poesía culta.

## Métrica y versos

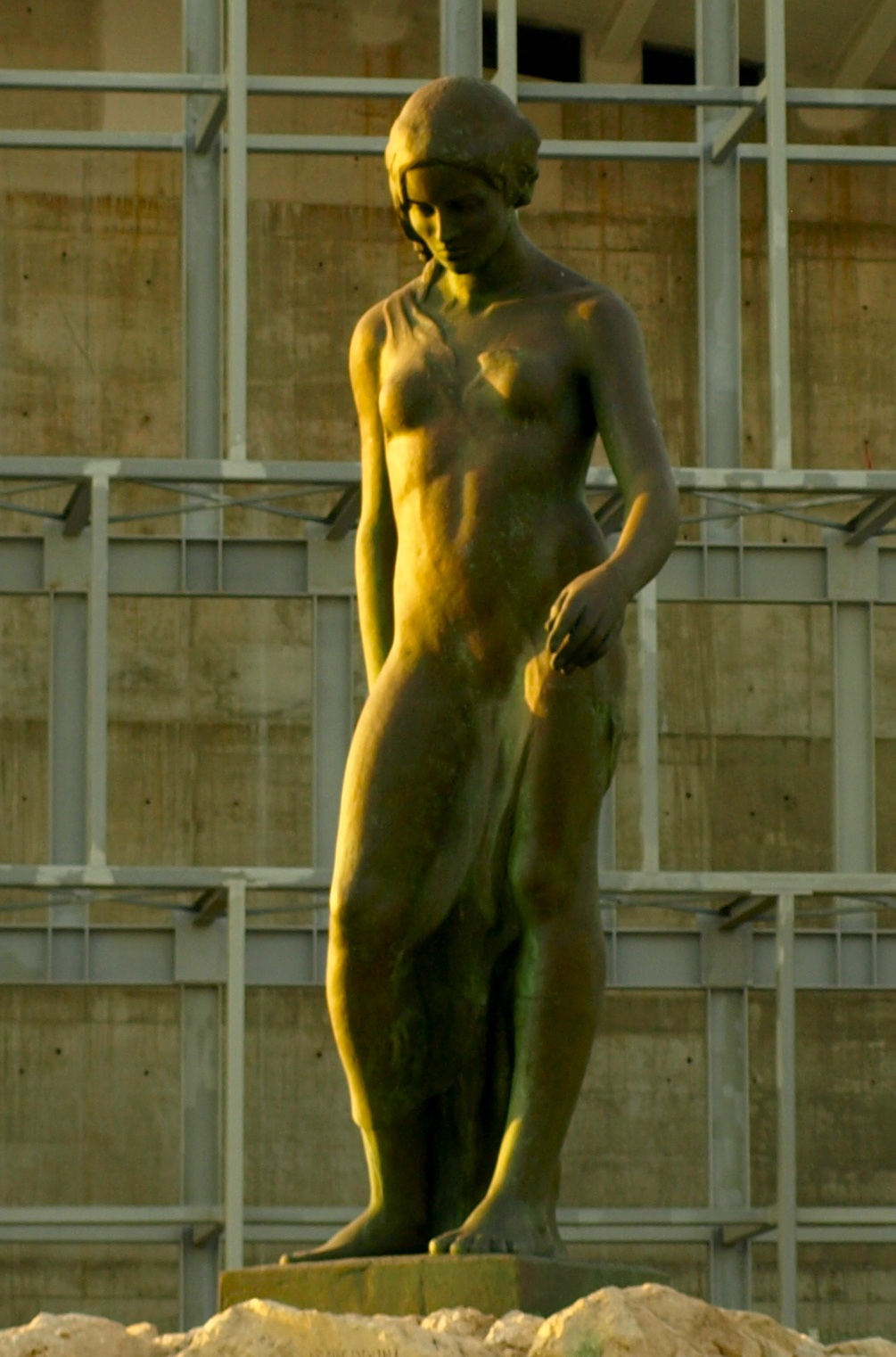
Nuredduna, escultura de Remigia Caubet, en el Paseo Marítimo de Palma.

El poema liriconarrativo consta de tres partes y tiene un total de 642 versos alejandrinos, apareados o formando estrofas. Es el segundo poema más largo dentro del opus de Costa y Llobera. Su rima es consonante a lo largo del poema.

## Legado y repercusión
En noviembre de 1971, el Ayuntamiento de Palma decidió rendir homenaje al poeta con motivo del cincuentenario de su muerte. La corporación municipal encargó a la artista mallorquina Remigia Caubet la creación de una escultura y monumento, personificada en Nuredduna.
La obra Nuredduna (1947) es una ópera en lengua catalana inspirada en La herencia del genio griego, con música de Antoni Massana i Bertran y libreto de Miquel Forteza i Pinya.
El asteroide (16852) Nuredduna, perteneciente al cinturón de asteroides, región del sistema solar situada entre las órbitas de Marte y Júpiter, debe su nombre a la figura mitológica creada por el poeta.